# Lončarovci
Lončarovci este o localitate din comuna Moravske Toplice, Slovenia, cu o populație de 63 de locuitori.